# Ludwigia glandulosa
Ludwigia glandulosa är en dunörtsväxtart. Ludwigia glandulosa ingår i släktet ludwigior, och familjen dunörtsväxter.

## Underarter
Arten delas in i följande underarter:
- L. g. brachycarpa
- L. g. glandulosa